# 17058 Rocknroll
17058 Rocknroll (1999 GA5) là một tiểu hành tinh vành đai chính được phát hiện ngày 13 tháng 4 năm 1999, bởi J. Broughton ở Reedy Creek Observatory.